# Wiszniów (gromada)
Wiszniów – dawna gromada, czyli najmniejsza jednostka podziału terytorialnego Polskiej Rzeczypospolitej Ludowej w latach 1954–1972.
Gromady, z gromadzkimi radami narodowymi (GRN) jako organami władzy najniższego stopnia na wsi, funkcjonowały od reformy reorganizującej administrację wiejską przeprowadzonej jesienią 1954 do momentu ich zniesienia z dniem 1 stycznia 1973, tym samym wypierając organizację gminną w latach 1954–1972.
Gromadę Wiszniów z siedzibą GRN w Wiszniowie utworzono – jako jedną z 8759 gromad na obszarze Polski – w powiecie hrubieszowskim w woj. lubelskim na mocy uchwały nr 8 WRN w Lublinie z dnia 5 października 1954. W skład jednostki weszły obszary dotychczasowych gromad Dąbrowa, Wiszniów i Radostów ze zniesionej gminy Miętkie oraz obszar dotychczasowej gromady Wereszyn ze zniesionej gminy Dołhobyczów w powiecie hrubieszowskim, ponadto obszar dotychczasowej gromady Stara Wieś ze zniesionej gminy Telatyn w powiecie tomaszowskim tymże województwie. Dla gromady ustalono 15 członków gromadzkiej rady narodowej.
1 stycznia 1962 gromadę zniesiono, włączając jej obszar do gromad Mircze (wieś Wereszyn) i nowo utworzonej Stara Wieś (wsie Wiszniów i Radostów, wieś i kolonię Stara Wieś oraz kolonię Dąbrowa) w tymże powiecie.